# Риверлaнд вилиџ (Флорида)
Риверланд вилиџ (енгл. Riverland Village) је градска четврт Форт Лодердејла и бивше пописом одређено насељено место је у америчкој савезној држави Флорида.

## Демографија
По попису из 2000. године број становника је 2.108.
| Група             | 2000.         | 2010.    |
| Белци             | 1.438 (68,2%) | 0 (0,0%) |
| Афроамериканци    | 112 (5,3%)    | 0 (0,0%) |
| Азијати           | 28 (1,3%)     | 0 (0,0%) |
| Хиспаноамериканци | 521 (24,7%)   | 0 (0,0%) |
| Укупно            | 2.108         | 0        |